# 诺格拉德沙普
诺格拉德沙普，是匈牙利诺格拉德州所辖的一个村。总面积15.46平方公里，总人口851，人口密度55.0人/平方公里（2011年1月1日）。